# Логан-Лейк
Логан-Лейк (англ. Logan Lake) — окружний муніципалітет в Канаді, у провінції Британська Колумбія, у складі регіонального округу Томпсон-Нікола.

## Населення
За даними перепису 2016 року, окружний муніципалітет нараховував 1993 особи, показавши скорочення на 3,9 %, порівняно з 2011-м роком. Середня густина населення становила 6,1 осіб/км².
З офіційних мов обидвома одночасно володіли 80 жителів, тільки англійською — 1 905. Усього 105 осіб вважали рідною мовою не одну з офіційних, з них 5 — українську.
Працездатне населення становило 46,9 % усього населення, рівень безробіття — 11,2 % (13,8 % серед чоловіків та 7,4 % серед жінок). 85,1 % осіб були найманими працівниками, а 12,4 % — самозайнятими.
Середній дохід на особу становив $42 322 (медіана $31 680), при цьому для чоловіків — $56 484, а для жінок $28 209 (медіани — $46 656 та $19 680 відповідно).
31,9 % мешканців мали закінчену шкільну освіту, не мали закінченої шкільної освіти — 17 %, 51,2 % мали післяшкільну освіту, з яких 9,7 % мали диплом бакалавра, або вищий.
| Статево-вікова структура населення | Статево-вікова структура населення | Статево-вікова структура населення | Статево-вікова структура населення | Статево-вікова структура населення |
| ---------------------------------- | ---------------------------------- | ---------------------------------- | ---------------------------------- | ---------------------------------- |
|                                    |                                    |                                    |                                    |                                    |
| Всього                             | Всього                             | 49,5%50,5%                         |                                    |                                    |
| 0 — 14 років                       | 0 — 14 років                       |                                    | 13,6%                              | 13,6%                              |
| 15 — 64 років                      | 15 — 64 років                      |                                    | 55,2%                              | 55,2%                              |
| 65 і більше                        | 65 і більше                        |                                    | 31,2%                              | 31,2%                              |
| 85 і більше                        | 85 і більше                        |                                    | 1,8%                               | 1,8%                               |
| Середній вік (років)               | Середній вік (років)               | 49,149,5                           | 49,3                               | 49,3                               |
| Медіана (років)                    | Медіана (років)                    | 55,655,8                           | 55,7                               | 55,7                               |
| — чоловіки — жінки                 |                                    |                                    |                                    |                                    |

| Походження мешканців:     | Походження мешканців:     | Походження мешканців: | Походження мешканців: | Походження мешканців: |
| ------------------------- | ------------------------- | --------------------- | --------------------- | --------------------- |
| Походження                |                           |                       | осіб                  | %                     |
| Корінні американці        | Корінні американці        |                       | 165                   | 8.29%                 |
| Інше північноамериканське | Інше північноамериканське |                       | 610                   | 30.65%                |
| Європейське               | Європейське               |                       | 1 680                 | 84.42%                |
| британське                | британське                |                       | 1 200                 | 60.3%                 |
| французьке                | французьке                |                       | 160                   | 8.04%                 |
| українське                | українське                |                       | 170                   | 8.54%                 |
| Карибське                 | Карибське                 |                       | 15                    | 0.75%                 |
| Азійське                  | Азійське                  |                       | 15                    | 0.75%                 |

| Зайнятість населення за галузями (за класифікацією NOC): | Зайнятість населення за галузями (за класифікацією NOC): | Зайнятість населення за галузями (за класифікацією NOC): | Зайнятість населення за галузями (за класифікацією NOC): | Зайнятість населення за галузями (за класифікацією NOC): |
| -------------------------------------------------------- | -------------------------------------------------------- | -------------------------------------------------------- | -------------------------------------------------------- | -------------------------------------------------------- |
|                                                          |                                                          |                                                          |                                                          |                                                          |
| Управління                                               | Управління                                               |                                                          | 7,6%                                                     | 7,6%                                                     |
| Бізнес, фінанси та адміністрування                       | Бізнес, фінанси та адміністрування                       |                                                          | 12,1%                                                    | 12,1%                                                    |
| Природничі та прикладні науки                            | Природничі та прикладні науки                            |                                                          | 3,8%                                                     | 3,8%                                                     |
| Охорона здоров'я                                         | Охорона здоров'я                                         |                                                          | 5,7%                                                     | 5,7%                                                     |
| Освіта, правозахист, муніципальні та урядові служби      | Освіта, правозахист, муніципальні та урядові служби      |                                                          | 6,4%                                                     | 6,4%                                                     |
| Мистецтво, культура, відпочинок та спорт                 | Мистецтво, культура, відпочинок та спорт                 |                                                          | 2,5%                                                     | 2,5%                                                     |
| Роздрібна торгівля та послуги                            | Роздрібна торгівля та послуги                            |                                                          | 20,4%                                                    | 20,4%                                                    |
| Гуртова торгівля, транспорт та обладнання                | Гуртова торгівля, транспорт та обладнання                |                                                          | 25,5%                                                    | 25,5%                                                    |
| Природні ресурси, сільське господарство                  | Природні ресурси, сільське господарство                  |                                                          | 7%                                                       | 7%                                                       |
| Виробництво                                              | Виробництво                                              |                                                          | 8,3%                                                     | 8,3%                                                     |

## Клімат
Середня річна температура становить 4,4 °C, середня максимальна — 19 °C, а середня мінімальна — -13,4 °C. Середня річна кількість опадів — 369 мм.
| Клімат поселення                              | Клімат поселення | Клімат поселення | Клімат поселення | Клімат поселення | Клімат поселення | Клімат поселення | Клімат поселення | Клімат поселення | Клімат поселення | Клімат поселення | Клімат поселення | Клімат поселення | Клімат поселення |
| Показник                                      | Січ.             | Лют.             | Бер.             | Квіт.            | Трав.            | Черв.            | Лип.             | Серп.            | Вер.             | Жовт.            | Лист.            | Груд.            |                  |
| Середній максимум, °C                         | 0,16             | 2,96             | 6,80             | 11,14            | 15,43            | 18,82            | 18,71            | 19,01            | 14,35            | 8,87             | 2,30             | −2,68            |                  |
| Середня температура, °C                       | −6,61            | −3,78            | 0,04             | 4,39             | 8,68             | 12,08            | 14,94            | 15,23            | 10,58            | 5,09             | −1,46            | −6,44            |                  |
| Середній мінімум, °C                          | −13,36           | −10,54           | −6,73            | −2,36            | 1,91             | 5,32             | 11,18            | 11,47            | 6,82             | 1,33             | −5,22            | −10,21           |                  |
| Норма опадів, мм                              | 30               | 19               | 18               | 20               | 39               | 47               | 39               | 32               | 28               | 26               | 34               | 37               |                  |
| Середньомісячна швидкість вітру, м/с          | 2.20             | 2.30             | 2.60             | 2.80             | 2.60             | 2.50             | 2.30             | 2.17             | 2.06             | 2.28             | 2.32             | 2.21             |                  |
| Середньомісячна сонячна радіація, кДж/м²·день | 3491             | 6620             | 10982            | 15919            | 19176            | 20906            | 22000            | 18822            | 13355            | 7625             | 3795             | 2699             |                  |
| --------------------------------------------- | ---------------- | ---------------- | ---------------- | ---------------- | ---------------- | ---------------- | ---------------- | ---------------- | ---------------- | ---------------- | ---------------- | ---------------- | ---------------- |
| Джерело:                                      |                  |                  |                  |                  |                  |                  |                  |                  |                  |                  |                  |                  |                  |